# Morbus Hers
Der Morbus Hers, (dt. Hers-Krankheit), Glykogenose Typ VI, gehört zur Gruppe der Glykogenspeicherkrankheiten und ist eine autosomal-rezessiv vererbte Stoffwechselkrankheit. Ursache ist ein Enzymdefekt der Leberphosphorylase.
Die Krankheit ist nach Henri-Géry Hers benannt.
Störungen im Aktivator-Enzym Phosphorylase-Kinase in Leber und/oder Muskulatur werden nach neuerer Nomenklatur als Glykogenose Typ IX bezeichnet.

## Klinik und Verlauf
Die Erkrankung, welche sich durchweg im Kindesalter manifestiert, ist durch einen im Vergleich zu anderen Typen der Glykogenosen milden Verlauf gekennzeichnet. Leitsymptom sind die Hepatomegalie und die Wachstumsretardierung sowie Hypotonien. Milde bis mäßige ketotische Hypoglykämien können auftreten, bilden sich aber ebenso wie die Hepatomegalie in zunehmendem Alter häufig zurück. Erwachsene können aber z. B. in Zusammenhang mit Alkoholkonsum, sowie während der Schwangerschaft, symptomatisch werden.
Für einige de-Novo-Mutationen (z. B. G233D) konnten Enzymrestaktivitäten nachgewiesen werden, mit milderer Ketose, gering erhöhten Transaminasen, Cholesterol und Triglyzeriden.

## Diagnose
Der Nachweis einer verminderten Enzymaktivität in der Leber (Phosphorylase) oder der molekulargenetische Nachweis einer Genmutation sichern die Diagnose in Zusammenschau mit dem klinischen Befund.

## Therapie
Bei der Mehrzahl der Patienten mit Glykogenose Typ VI ist eine rein symptomatische Therapie mit Prävention der hypoglykämischen Phasen bei insgesamt guter Prognose des Krankheitsbildes ausreichend. In schwereren Fällen müssen die entsprechenden Stoffwechselstörungen ausgeglichen und Organdysfunktionen kompensiert werden.
Trotz des tendenziell milden Verlaufs ist eine strukturierte Therapie zu empfehlen, da diese Wachstum, Kraft und Ausdauer sowie Blutwerte verbessern kann. Patienten sollten längere Fastenperioden vermeiden, und häufige kleinere Mahlzeiten einnehmen, dabei aber Einfachzucker und schnell resorbierbare Kohlenhydrate in der Menge je Mahlzeit begrenzen. Durch Einnahme von ungekochter Maisstärke, die sehr langsam verdaut wird, sowie durch eine proteinreiche Diät, ggf. mit Supplementation von Proteinen, können der Blutzuckerspiegel stabilisiert und zahlreiche Komplikationen vermieden werden.